# Аутоиммунный тиреоидит
Аутоиммунный тиреоидит (тиреоидит Хашимото, АИТ, хронический аутоиммунный тиреоидит, лимфоцитарный тиреоидит; лат. morbus Hasimoti, thyreoiditis Hasimoti, struma lymphocytaria, struma lymphomatosa, struma autoimmunea, struma Hasimoti) — хроническое воспалительное заболевание щитовидной железы аутоиммунного генеза, при котором в результате хронически прогрессирующей лимфоидной инфильтрации происходит постепенная деструкция паренхимы щитовидной железы с возможным исходом в первичный гипотиреоз. Впервые заболевание было описано японским хирургом Х. Хасимото в 1912 г. Он наблюдал несколько случаев увеличения ЩЖ, обусловленного лимфоидной инфильтрацией (лимфоматозный зоб), в связи с чем термином тиреоидит Хашимото обозначают гипертрофический вариант АИТ, хотя очень часто его распространяют на хронический АИТ в целом.

## История
Впервые аутоиммунное поражение щитовидной железы описал в 1912 году японский врач и учёный Хасимото Хакару. Впоследствии заболевание было названо в честь ученого — тиреоидит Хасимото.

## Эпидемиология
Аутоиммунный тиреоидит встречается у 3—4 % населения Земли. Частота клинически выраженных форм заболевания составляет 1 %.
Число женщин с аутоиммунным тиреоидитом превышает количество мужчин в 4—8 раз. Чаще всего болезнь диагностируется у женщин старше 60 лет — частота в популяции 6—11 %.
Распространенность заболевания у детей составляет 0,1—1,2 %.

## Этиология и патогенез заболевания
Заболевание развивается на фоне генетически детерминированного дефекта иммунного ответа, приводящего к Т-лимфоцитарной агрессии против собственных тиреоцитов, заканчивающейся их разрушением. Гистологически при этом определяются лимфоцитарная и плазмоцитарная инфильтрация, онкоцитарная трансформация тиреоцитов (образование клеток Гюртле-Ашкенази), разрушение фолликулов. АИТ имеет тенденцию проявляться в виде семейных форм. У пациентов с повышенной частотой обнаруживаются гаплотипы HLA-DR3, DR5, В8. В 50 % случаев у родственников пациентов с АИТ обнаруживаются циркулирующие антитела к ЩЖ. Кроме того, наблюдается сочетание АИТ у одного и того же пациента или в пределах одной семьи с другими аутоиммунными заболеваниями - пернициозной анемией, аутоиммунным первичным гипокортицизмом, хроническим аутоиммунным гепатитом, сахарным диабетом 1 типа, витилиго, ревматоидным артритом и др.
В основе патогенеза данного состояния лежит выработка иммунной системой аутоантител, которые направлены против клеток паренхимы щитовидной железы. Воздействуя на тиреоциты, антитела вызывают деструктивную трансформацию в клетках щитовидной железы. Результат — уменьшение функции щитовидной железы и снижение выработки тиреоидных гормонов, что приводит к повышению образования тиреотропного гормона (ТТГ) и развитию гипотиреоза. На фоне АИТ также возможно развитие временного гипертиреоза (тиреотоксикоза) — повышение продукции гормонов щитовидной железы. Факторами, которые могут спровоцировать АИТ могут выступать: беременность; роды; ухудшение экологической ситуации; дефицит или избыток йода; радиоактивное загрязнение окружающей среды и т. д.
Наследственный фактор предполагается в связи с частыми случаями возникновения болезни у близких родственников. Однако, пока не установлен точный механизм наследования, на 100% говорить о наследственном характере заболевания преждевременно. Так как у близких родственников часто имеются общие факторы внешней среды, такие как: региональные экологические факторы, привычки в питании и образе жизни, инфекционные факторы и т.д. Вместе с тем, пациенты с аутоиммунным тиреоидитом нередко страдают и другими аутоиммунными заболеваниями соматического и эндокринного генеза: диффузным токсическим зобом, миастенией, инфильтративной (аутоиммунной) офтальмопатией, синдромом Шегрена, алопецией, витилиго, коллагенозами, лимфоидно-клеточным гипофизитом.
Возникновению заболевания могут предшествовать любые воздействия, приводящие к нарушению целостности структуры щитовидной железы и проникновению тиреоидных антигенов в кровоток (различные инфекционные заболевания, воспалительные процессы, реже травма щитовидной железы или операция на щитовидной железе. Факторами, которые могут спровоцировать аутоиммунный тиреоидит также могут быть: ухудшение экологической обстановки; дефицит или избыток йода; радиоактивное загрязнение и так далее).
Было установлено, что в регионах с высоким дефицитом селена в почвах заболеваемость аутоиммунным тиреоидитом существенно выше.
В крови у большинства пациентов с аутоиммунным тиреоидитом обнаруживаются антитела к щитовидной железе[уточнить] — белки, участвующие в развитии этого заболевания. Это объясняется снижением активности глутатионпероксидазы в клетках щитовидной железы

## Клиническая картина аутоиммунного тиреоидита
Клинические проявления
В эутиреоидной фазе и фазе субклинического гипотиреоза отсутствуют. В отдельных, относительно редких случаях, на первый план ещё в эутиреоидной фазе выступает увеличение объёма ЩЖ (зоб), которое достаточно редко достигает значительных степеней. При развитии гипотиреоза у пациента начинают нарастать соответствующие симптомы.

## Формы аутоиммунного тиреоидита
Выделяют несколько форм аутоиммунного тиреоидита:
- Гипертрофический вариант (тиреоидит Хашимото). Щитовидная железа диффузно-плотная, её функция не нарушена или нарушена умеренно — гипотиреоз или тиреотоксикоз[12].
- Атрофическая форма аутоиммунного тиреоидита. Щитовидная железа в момент обследования уменьшена, отмечается гипотиреоз.
- Послеродовой тиреоидит, встречается примерно у 5—6 % женщин.

## Дифференциальная диагностика
Проводится с:
- подострым тиреоидитом;
- узловым зобом;
- раком щитовидной железы;
- другими хроническими тиреоидитами.

## Лечение аутоиммунного тиреоидита
Специфической терапии аутоиммунного тиреоидита не разработано.

### Лечение тиреоидными препаратами
При наличии гипотиреоза назначают препараты гормонов щитовидной железы (тироксин, трийодтиронин, тиреоидин, L-тироксин). Суточная доза тироксина у взрослых составляет 1,4—1,7 мкг на 1 кг массы тела (около 100—175 мкг на человека в сутки), а у детей — до 4 мкг на 1 кг массы тела. В некоторых случаях, в частности, при атрофической форме аутоиммунного тиреоидита, может быть назначена увеличенная доза тироксина — 200—225 мкг/сут. Назначение тиреоидных препаратов, особенно у лиц пожилого возраста, нужно начинать с небольших доз (25 мкг), увеличивая через каждые 2,5—3 недели на 25 мкг, контролируя клиническую симптоматику и содержания ТТГ в сыворотке крови. Учитывая хронический характер заболевания, лечение тиреоидными препаратами проводится длительно. Контроль уровня ТТГ в сыворотке крови нужно проводить не чаще, чем через 1,5—2 мес. после начала лечения.

### Лечение глюкокортикоидами
Глюкокортикоидные препараты, как правило, назначаются только при сочетании аутоиммунного тиреоидита с подострым тиреоидитом. Обычно используется преднизолон в суточной дозе 40 мг с последующим снижением.

### Хирургическое лечение
Хирургическое лечение показано лишь при быстрорастущем зобе, сдавливании трахеи или сосудов шеи вследствие увеличенной щитовидной железы, а также подозрении на рак при наличии узлов.

### Применение препаратов селена
В современной клинической практике гипотиреоз не является показанием для применения пищевых добавок с селеном.
В качестве дополнительной терапии рекомендован[кем?] прием препаратов селена. Иногда отмечается, что приём препаратов селена в течение 3 месяцев приводит к значительному уменьшению уровней аутоантител к тиреоидной пероксидазе и улучшению самочувствия пациентов. Однако, согласно кокрановскому обзору 2014 года, доказательства, подтверждающие или опровергающие эффективность приёма селена людьми с аутоиммунным тиреоидитом, неполны и ненадёжны. Имеются данные, что приём добавок с селеном повышает риск развития сахарного диабета 2-го типа.